# Australian Open 2000
L'Australian Open 2000 è stata la 88ª edizione dell'Australian Open e prima prova stagionale dello Slam per il 2000. Si è disputato dal 17 al 30 gennaio 2000 sui campi in cemento del Melbourne Park di Melbourne in Australia.

## Risultati

### Singolare maschile
Andre Agassi ha battuto in finale  Evgenij Kafel'nikov con il punteggio di 3–6, 6–3, 6–2, 6–4

### Singolare femminile
Lindsay Davenport ha battuto in finale  Martina Hingis con il punteggio di 6–1, 7–5

### Doppio maschile
Ellis Ferreira /  Rick Leach hanno battuto in finale  Wayne Black /  Andrew Kratzmann con il punteggio di 6–4, 3–6, 6–3, 3–6, 18–16

### Doppio femminile
Lisa Raymond /  Rennae Stubbs hanno battuto in finale  Martina Hingis /  Mary Pierce con il punteggio di 6–4, 5–7, 6–4

### Doppio misto
Rennae Stubbs /  Jared Palmer hanno battuto in finale  Arantxa Sánchez /  Todd Woodbridge con il punteggio di 7–5, 7–6(3)

## Junior

### Singolare ragazzi
Andy Roddick ha battuto in finale  Mario Ančić con il punteggio di 7–6(2), 6–3

### Singolare ragazze
Anikó Kapros ha battuto in finale  Maria José Martinez con il punteggio di 6–2, 3–6, 6–2

### Doppio ragazzi
Nicolas Mahut /  Tommy Robredo hanno battuto in finale  Tres Davis /  Andy Roddick con il punteggio di 6–2, 5–7, 11-9

### Doppio ragazze
Anikó Kapros /  Christina Wheeler hanno battuto in finale  Lauren Barnikow /  Erin Burdette con il punteggio di 6–3, 6–4